# Теккен (фільм)
«Теккен» (англ. Tekken, з японської «теккен» — залізний кулак) — художній фільм Дуайта Літтла в жанрі бойовика, який знімається за мотивами однойменної серії комп'ютерних ігор. У фільмі розповідається про Дзин Кадзама (Джон Фу), який, щоб помститися, повинен битися з найкращими бійцями «Залізного кулака».

## Сюжет
Дзин Кадзама — молодий і талановитий боєць, для того щоб помститися Хейхаті Місіми за смерть матері йому треба битися з бійцями зі всього світу. Все це почнеться на майбутньому турнірі «Король залізного кулака» — бійцівському турнірі, який спонсорує Хейхаті і переможець якого проголошується найкращим бійцем на Землі, якщо виживе.

## У ролях
- Джон Фу[en] — Дзин Кадзама/Jin Kazama[en]
- Йен Ентоні Дейл[en] — Кадзуя Місіма / Kazuya Mishima[en]
- Кері-Хіроюкі Тагава — Хейхаті Місіма / Heihachi Mishima[en]
- Латіф Кроудер[en] — Едді Гордо/Eddy Gordo[en]
- Натан Джонс — Крейг Мардак / Craig Marduk
- Кунг Ле -Маршал Ло/Marshall Law
- Люк Госс — Стів Фокс/Steve Fox
- Тіакі Курияма[en] -Лін Сяоюй/Ling Xiaoyu[en]
- Деррін Хенсон[en] — Рейвен/Raven
- Гері Деніелс — Брайан Ф'юрі/Bryan Fury
- Кендіс Хіллебранд[en] — Ніна Вільямс / Nina Williams[en]
- Темлін Томіта[en] — Дзюн Кадзама / Jun Kazama[en]
- Роджер Хіртом[en] — Мігель Кабальеро Рохо / Miguel Caballero Rojo
- Меріен Запіко[it] — Ганна Вільямс / Anna Williams
- Келлі Овертон — Крісті Монтейро / Christie Monteiro
- Гері Рей Стернс — Йосіміцу/Yoshimitsu
- Антон Касаб — Сергій Драгунов/Sergei Dragunov
- Рендел Рідер[it] — Наляканий боєць/Scared Fighter
- Девід Пітт[en] — Джек (один з поліцейських в Теккені)/Jack (Tekken Police)
- Мірс Монро[en] — Кара/Kara